# Karen Pierce

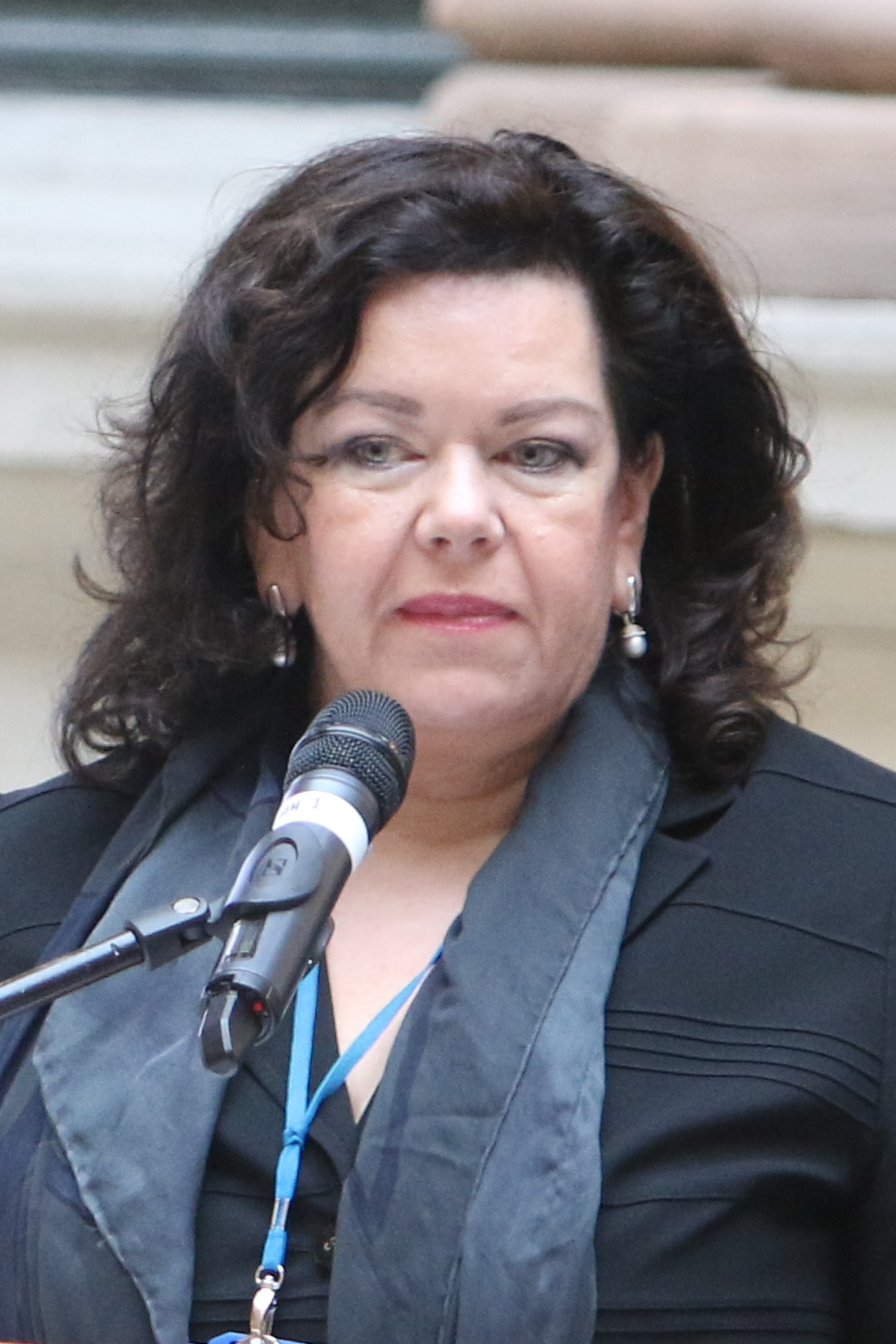
Karen Pierce, 2016

Dame Karen Elizabeth Pierce, DCMG (* 23. September 1959) ist eine britische Diplomatin. Im Februar 2020 wurde Pierce auf den Posten der britischen Botschafterin in den Vereinigten Staaten berufen.

## Werdegang
Karen Pierce besuchte die Penwortham Girls‘ High School in Lancashire und das Girton College in Cambridge (Bachelor of Arts in Englisch, später auf Master of Arts angehoben). Im Jahr 2012 erwarb sie den Grad eines Master of Science in Internationale Strategien und Diplomatie an der London School of Economics (LSE).
Pierce trat 1981 ins britische Außenministerium ein. Nach einem Japanisch-Lehrgang wurde sie 1984 als Dritte Sekretärin nach Tokio versetzt. Im Jahr 1987 kehrte sie nach London zurück und trat in die Abteilung für Sicherheitspolitik des Außenministeriums ein. Von 1992 bis 1995 war sie in Washington, D.C. als Privatsekretärin des Botschafters eingesetzt. Sie hatte zwischen 1996 und 2001 verschiedene Positionen im britischen Außenministerium inne: Teamleiterin für die Ukraine, Belarus und die Republik Moldau (1996–1997), Stellvertretende Leiterin der Ostadria-Abteilung (Balkan; 1997–1999), Leiterin der Nachrichtenabteilung (1999–2000), Leiterin der EU-Abteilung (2000–2001) und gleichzeitig nach den Anschlägen vom 11. September Leiterin der Afghanistanabteilung. Von 2003 bis 2006 war sie die britische Vertreterin in der Balkan-Kontaktgruppe.
Von 2006 bis 2009 war Pierce die Stellvertretende Ständige Vertreterin des Vereinigten Königreichs bei den Vereinten Nationen in New York. In dieser Funktion hatte sie im April 2007 und im Mai 2008 den Vorsitz im Sicherheitsrat der Vereinten Nationen inne. Von 2009 bis 2012 war sie Direktorin der Südasien- und Afghanistan-Abteilung im britischen Außenministerium (britische Sondergesandte für Afghanistan und Pakistan Juni 2010 bis Juni 2011). Pierce war von 2012 bis 2015 Ständige Vertreterin des Vereinigten Königreichs bei den Vereinten Nationen in Genf sowie bei den anderen dort angesiedelten internationalen Organisationen, wie z. B. die Welthandelsorganisation WTO. Von Mai 2015 bis Februar 2016 war Pierce als Nachfolgerin von Richard Stagg britische Botschafterin in der Islamischen Republik Afghanistan. Bis Anfang 2018 war sie als Politische Generaldirektorin des britischen Außenministeriums in London beschäftigt.
Pierce wurde im März 2018 als Nachfolgerin von Matthew Rycroft zur Ständigen Vertreterin des Vereinigten Königreichs bei den Vereinten Nationen in New York ernannt, als erste Frau auf diesem Posten. Im August 2018 und im November 2019 übernahm sie turnusgemäß den Vorsitz im UN-Sicherheitsrat. Im Februar 2020 wurde Pierce als Nachfolgerin von Kim Darroch britische Botschafterin in den USA.

## Privatleben
Karen Pierce ist mit Charles Roxburgh verheiratet, einem hochrangigen Beamten im britischen Finanzministerium. Das Paar hat zwei gemeinsame Söhne, geboren 1991 und 1997.
Bei den Ehrungen anlässlich des offiziellen Geburtstags von Königin Elisabeth II. im Juni 2018 wurde sie als Dame Commander of the Order of St Michael and St George in den Adelsstand erhoben.